# Rajd Dunaju 1976
Rajd Dunaju 1976 (11. Danube Rally 1976) – 11. edycja rajdu samochodowego Rajd Dunaju rozgrywanego w Rumunii. Rozgrywany był od 30 lipca do 1 sierpnia 1976 roku. Była to dwudziesta siódma (współczynnik 1) runda ERC w roku 1976 oraz kolejna runda Rajdowych Mistrzostw Rumunii w roku 1976. Była zarazem czwartą rundą Rajdowego Pucharu Pokoju i Przyjaźni w roku 1976, która obejmowała tylko 7 pierwszych odcinków specjalnych. Wystartowało do niej 55 zawodników a ukończyło 32.

## Klasyfikacje rajdu
| Miejsce                | Kierowca                | Pilot                  | Samochód                          | Czas                   | Strata                 |                        |
| Klasyfikacja generalna | Klasyfikacja generalna  | Klasyfikacja generalna | Klasyfikacja generalna            | Klasyfikacja generalna | Klasyfikacja generalna | Klasyfikacja generalna |
| ---------------------- | ----------------------- | ---------------------- | --------------------------------- | ---------------------- | ---------------------- | ---------------------- |
| 1.                     | Ilia Chubrikov          | Pentzo Tserovski       | Renault 17 Gordini                | 2:28:51                | 0.0                    |                        |
| 2.                     | Vlastimil Havel         | Miroslav Wohanka       | Škoda 120 S                       | 2:32:28                | +3:37                  |                        |
| 3.                     | Błażej Krupa            | Piotr Mystkowski       | Renault 12 Gordini                | 2:34:19                | +5:28                  |                        |
| 4.                     | Marian Bień             | Janina Jedynak         | Polski Fiat 125p 1600 Monte Carlo | 2:39:37                | +10:46                 |                        |
| 5.                     | Václav Blahna           | Lubislav Hlávka        | Škoda 120 S                       | 2:41:03                | +12:12                 |                        |
| 6.                     | Svatopluk Kvaizar       | Jiří Kotek             | Škoda 120 S                       | 2:42:29                | +13:38                 |                        |
| 7.                     | Guy Colsoul             | Josy Materne           | Opel Kadett GT/E                  | 2:43:55                | +15:04                 |                        |
| 8.                     | Cristea Eugeniu Ionescu | Matei Simonescu        | Renault 12 Gordini                | 2:50:45                | +21:54                 |                        |
| 9.                     | Ștefan Iancovici        | Petre Vezeanu          | Dacia 1300                        | 2:54:48                | +25:57                 |                        |
| 10.                    | Iosif Santa             | Ilie Olteanu           | Dacia 1300                        | 3:05:23                | +36:32                 |                        |
| KlasyfikacjaERC        |                         |                        |                                   |                        |                        |                        |
| 1.                     | Ilia Chubrikov          | Pentzo Tserovski       | Renault 17 Gordini                |                        | 0.0                    |                        |
| 2.                     | Vlastimil Havel         | Miroslav Wohanka       | Škoda 120 S                       |                        |                        |                        |
| 3.                     | Błażej Krupa            | Piotr Mystkowski       | Renault 12 Gordini                |                        |                        |                        |
| 4.                     | Marian Bień             | Janina Jedynak         | Polski Fiat 125p 1600 Monte Carlo |                        |                        |                        |
| 5.                     | Václav Blahna           | Lubislav Hlávka        | Škoda 120 S                       |                        |                        |                        |
| 6.                     | Svatopluk Kvaizar       | Jiří Kotek             | Škoda 120 S                       |                        |                        |                        |
| 7.                     | Guy Colsoul             | Josy Materne           | Opel Kadett GT/E                  |                        |                        |                        |
| 8.                     | Cristea Eugeniu Ionescu | Matei Simonescu        | Renault 12 Gordini                |                        |                        |                        |
| 9.                     | Ștefan Iancovici        | Petre Vezeanu          | Dacia 1300                        |                        |                        |                        |
| 10.                    | Iosif Santa             | Ilie Olteanu           | Dacia 1300                        |                        |                        |                        |
| Klasyfikacja CoPaF     |                         |                        |                                   |                        |                        |                        |
| 1.                     | Ilia Chubrikov          | Pentzo Tserovski       | Renault 17 Gordini                | 1:49:43                | 0.0                    |                        |
| 2.                     | Svatopluk Kvaizar       | Jiří Kotek             | Škoda 120 S                       | 1:50:14                | +31                    |                        |
| 3.                     | Vlastimil Havel         | Miroslav Wohanka       | Škoda 120 S                       | 1:51:33                | +1:50                  |                        |
| 4.                     | Błażej Krupa            | Piotr Mystkowski       | Renault 12 Gordini                | 1:53:04                | +3:21                  |                        |
| 5.                     | Václav Blahna           | Lubislav Hlávka        | Škoda 120 S                       | 1:53:39                | +3:56                  |                        |
| 6.                     | Marian Bień             | Janina Jedynak         | Polski Fiat 125p 1600 Monte Carlo |                        |                        |                        |